# أريك فان دين برينك
اريك فـان دين برينك (بالهولندية: Eric Van Den Brink)‏ هو موسيقي ومنتج أسطوانات وملحن هولندي، ولد في القرن العشرين.